# Matabeleland Nam
Matabeleland Nam là tỉnh tây nam Zimbabwe. Theo điều tra dân số Zimbabwe 2012, tỉnh có 683.893 người, thấp nhất cả nước. Chỉ hơn mỗi Matabeleland Bắc, đây là tỉnh có mật độ dân số thấp thứ nhì Zimbabwe. Matabeleland Nam và Matabeleland Bắc được thành lập năm 1974 khi chia đôi tỉnh Matabeleland cũ. Matabeleland Nam có 6 huyện, thủ phủ đặt ở Gwanda còn thành phố lớn nhất là Beitbridge. Cái tên "Matabeleland" bắt nguồn từ tiếng Ndebele của nhóm dân tộc đa số trong tỉnh.
Matabeleland Nam về phía bắc giáp Bulawayo và Matabeleland Bắc, đông bắc giáp Midlands, đông nam giáp Masvingo, nam giáp Nam Phi và tây giáp Botswana. Diện tích toàn tỉnh là 54,172 kilômét vuông (20,916 dặm vuông Anh) chiếm 13,86% tổng diện tích Zimbabwe, lớn thứ 4/10. Matabeleland Nam nằm ở rìa hoang mạc Kalahari, khí hậu khô hạn không thuận lợi cho nông nghiệp.

## Địa lý

### Thị trấn và làng
Các thị trấn và làng ở Matabeleland Nam bao gồm Antelope Mine, Beitbridge, Brunapeg, Colleen Bawn, Esigodini, Filabusi, Fort Rixon, Gwai, Gwanda, Kafusi, Kezi, Madlambudzi, Makhado, Maphisa, Masendu, Ndolwane, Plumtree, Shangani, Stanmore, Tshitshi, Bulu, Tây Nicholson và Zezani.

## Nhân khẩu học
| Điều tra dân số | Dân số  |
| --------------- | ------- |
| 2002            | 653.054 |
| 2012            | 683.893 |
| 2022            | 760.345 |

## Chính trị

### Phân cấp hành chính
Matabeleland Nam được chia thành 7 huyện: Beitbridge, Bulilima, Gwanda, Insiza, Mangwe, Matobo và Umzingwane.

### Chính trị quốc gia
| Năm    | ZANU–PF        | MDC / MDC–T   |
| ------ | -------------- | ------------- |
| 2018   | 49,40% 107.008 | 41,69% 90.292 |
| 2013   | 51,88% 81.180  | 37,47% 58.633 |
| 2008   | 37,92% 46.155  | 28,66% 34.885 |
| 2002   | 43,68% 73.369  | 50,20% 84.322 |
| 1996   | -              | -             |
| 1990   | -              | -             |
| Nguồn: |                |               |

Giống như mỗi tỉnh của Zimbabwe, Matabeleland Nam có sáu thượng nghị sĩ đại diện tại Thượng viện, ba trong số đó phải là nữ. Các thượng nghị sĩ không được cử tri bầu trực tiếp mà thay vào đó được lựa chọn theo danh sách đảng thông qua hệ thống đại diện theo tỷ lệ. Các thượng nghị sĩ hiện tại của tỉnh kể từ bầu cử năm 2018 là Themba Mathuthu (ZANU–PF), Alma Mkwebu (ZANU–PF), Tambudzani Mohadi (ZANU–PF), Simon Khaya-Moyo (ZANU–PF), Bekithemba Mpofu (Liên minh MDC) và Meliwe Phuthi (Liên minh MDC).